# Xóchitl (personaje mítico)
Xóchitl es en la mitología mexica, la primera mujer mortal sobre la tierra. También es común que se le suela nombrar como Xochiquetzal o Xochiquetzalli. Y según los mitos nahuas fue creada a partir de los cabellos de la diosa de la lujuria, Tlazoltéotl o bien, de la misma diosa del amor Xochiquétzal ya que el semidiós Piltzintecuhtli, hijo del semidiós Cipactónal y de la semidiosa Oxomoco, no tenía una pareja sentimental. Finalmente y después de la batalla entre Tezcatlipoca y Quetzalcóatl al final del primer sol, no pudo ascender junto con el resto de semidioses al ser ella misma una mortal, por lo que tiempo después los dioses del Ilhuícatl-Omeyocán le crearon una nueva pareja llamada Coxcox, con quien tendría 15 hijos.